# Csungszan állomás
Csungszan (Jeungsan) állomás, kiegészítő nevén Mjongdzsi (Myeongji) Egyetem állomás, a szöuli metró 6-os vonalának állomása, mely Unphjong-ku (Eunpyeong-gu) kerületben található.

## Viszonylatok
| 6-os vonal                             | 6-os vonal | 6-os vonal                             |
| -------------------------------------- | ---------- | -------------------------------------- |
| Szedzsol (Saejeol) Ungam (Eungam) felé | 6-os vonal | Digital Media City Sinne (Sinnae) felé |